# 고양송암고등학교

고양송암고등학교는 경기도 고양시 일산동구에 위치한 고등학교 과정으로 성인(만학도, 주부)과 청소년이 함께 다닐 수 있는 학력인정 평생교육시설이다.
1973년 3월 15일 고양재건학교로 개교하였다. 2008년 도교육청으로부터 2년제 승인을 받았다. 2017년 3월 20일 재단법인 솔바위장학재단 설립 인가를 받고,  
2017년부터 성인(만학도, 주부)반을 모집했다. 2006년 9월 1일 고양실업고등학교로 교명을 변경한 뒤, 2018년 10월 12일 도교육청으로부터 교명 및 학과 개편 승인을 받았다.   
이후 2019년 3월 1일 고양송암고등학교로 교명을 변경하였다. 

## 학교 연혁
- 1973년 3월 15일 : 고양재건학교 설립.
- 1976년 3월 20일 : 고양새마을학교로 변경.
- 1985년 12월 4일 : 경기도교육위원회 사회교육시설 고양실업학교 인가.
- 1988년 12월 1일 : 교육부지정 학력인정 평생교육시설 고양실업고등학교로 개칭.
- 2003년 11월 15일 : 고양시 일산동구 성석동 1457-13번지로 학교 신축 이전.
- 2006년 9월 1일 : 학력인정 고양실업고등학교 개칭.
- 2008년 10월 1일 : 도교육청으로부터 2년 6학기제로 학제 변경 승인.
- 2015년 10월 1일 : 대안학교 장기위탁교육기관으로 지정(고양실업고등학교 부설 고양 꿈누리 학교)
- 2016년 9월 1일 : 제2대 교장 정재도 선생님 취임
- 2017년 3월 20일 : 재단법인 솔바위장학재단 설립 인가
- 2018년 2월 6일 : 고양시다문화센터와 다문화가족의 고등교육기회 제공, 삶의 질 향상을 위한 업무협약식 체결
- 2018년 2월 8일 : 파주한마음성인중학교와 고양, 파주 지역 성인학생의 진학 및 지원을 위한 업무협약식 체결
- 2018년 2월 17일 : 제 37회 졸업식
- 2019년 2월 19일 : 제 38회 졸업식
- 2019년 3월 1일 : 고양송암고등학교로 교명 변경